# Czułe miejsce
Czułe miejsce – piąty singel polskiego piosenkarza Baranovskiego z jego debiutanckiego albumu studyjnego, zatytułowanego Zbiór. Singel został wydany 20 sierpnia 2019.
Piosenka była nominowana do nagrody polskiego przemysłu fonograficznego Fryderyka w kategorii „utwór roku”.
Kompozycja znalazła się na 1. miejscu listy AirPlay – Top, najczęściej odtwarzanych utworów w polskich rozgłośniach radiowych. Nagranie otrzymało w Polsce status podwójnie platynowej płyty, przekraczając liczbę 40 tysięcy sprzedanych kopii.

## Geneza utworu i historia wydania
Piosenka została napisana i skomponowana przez Wojciecha Baranowskiego, który wraz z Michałem Wasilewskim odpowiada za produkcję utworu.
Singel ukazał się w formacie digital download 20 sierpnia 2019 w Polsce za pośrednictwem wytwórni płytowej Warner Music Poland. Piosenka została umieszczona na debiutanckim albumie studyjnym Baranovskiego – Zbiór.
We wrześniu 2019 wystąpił z piosenką w 10. edycji The Voice of Poland. 23 października singel w wersji akustycznej został wykonany na żywo w ramach cyklu „ZET Akustycznie”. Kilka dni później utwór został zaprezentowany telewidzom stacji TVN w programie Dzień dobry TVN.
W styczniu 2020 singel uzyskał nominację do nagrody polskiego przemysłu fonograficznego Fryderyka w kategorii „utwór roku”.

## „Czułe miejsce” w stacjach radiowych
Nagranie było notowane na 1. miejscu w zestawieniu AirPlay – Top, najczęściej odtwarzanych utworów w polskich rozgłośniach radiowych.

## Teledysk
Do utworu powstał teledysk zrealizowany przez Andiamo, który udostępniono w dniu premiery singla za pośrednictwem serwisu YouTube.
Wideo znalazło się na 2. miejscu na liście najczęściej odtwarzanych teledysków przez telewizyjne stacje muzyczne.

## Lista utworów
- Digital download[2]

1. „Czułe miejsce” – 3:36

## Notowania
| Kraj   | Lista (2019)      | Najwyższa pozycja |
| ------ | ----------------- | ----------------- |
| Polska | AirPlay – Top     | 1                 |
| Polska | AirPlay – Nowości | 1                 |
| Polska | AirPlay – TV      | 2                 |

| Kraj   | Lista (2019)  | Pozycja |
| ------ | ------------- | ------- |
| Polska | AirPlay – Top | 40      |

## Certyfikaty
| Kraj          | Certyfikat         | Sprzedaż |
| ------------- | ------------------ | -------- |
| Polska (ZPAV) | 2× platynowa płyta | 40 000+  |

## Wyróżnienia
| Rok  | Konkurs                  | Kategoria                                             | Rezultat    |
| ---- | ------------------------ | ----------------------------------------------------- | ----------- |
| 2019 | Top 50 Poplisty RMF FM   | 50 najczęściej notowanych utworów na Popliście w 2019 | 47. miejsce |
| 2019 | Przebój roku RMF FM 2020 | Przebój roku                                          | 17. miejsce |
| 2019 | Gorąca 100               | 100 największych hitów 2019                           | 35. miejsce |
| 2020 | Fryderyki 2020           | Utwór roku                                            | Nominacja   |
| 2020 | Fryderyki 2020           | Nagroda publiczności                                  | Nominacja   |